# マラリ事件

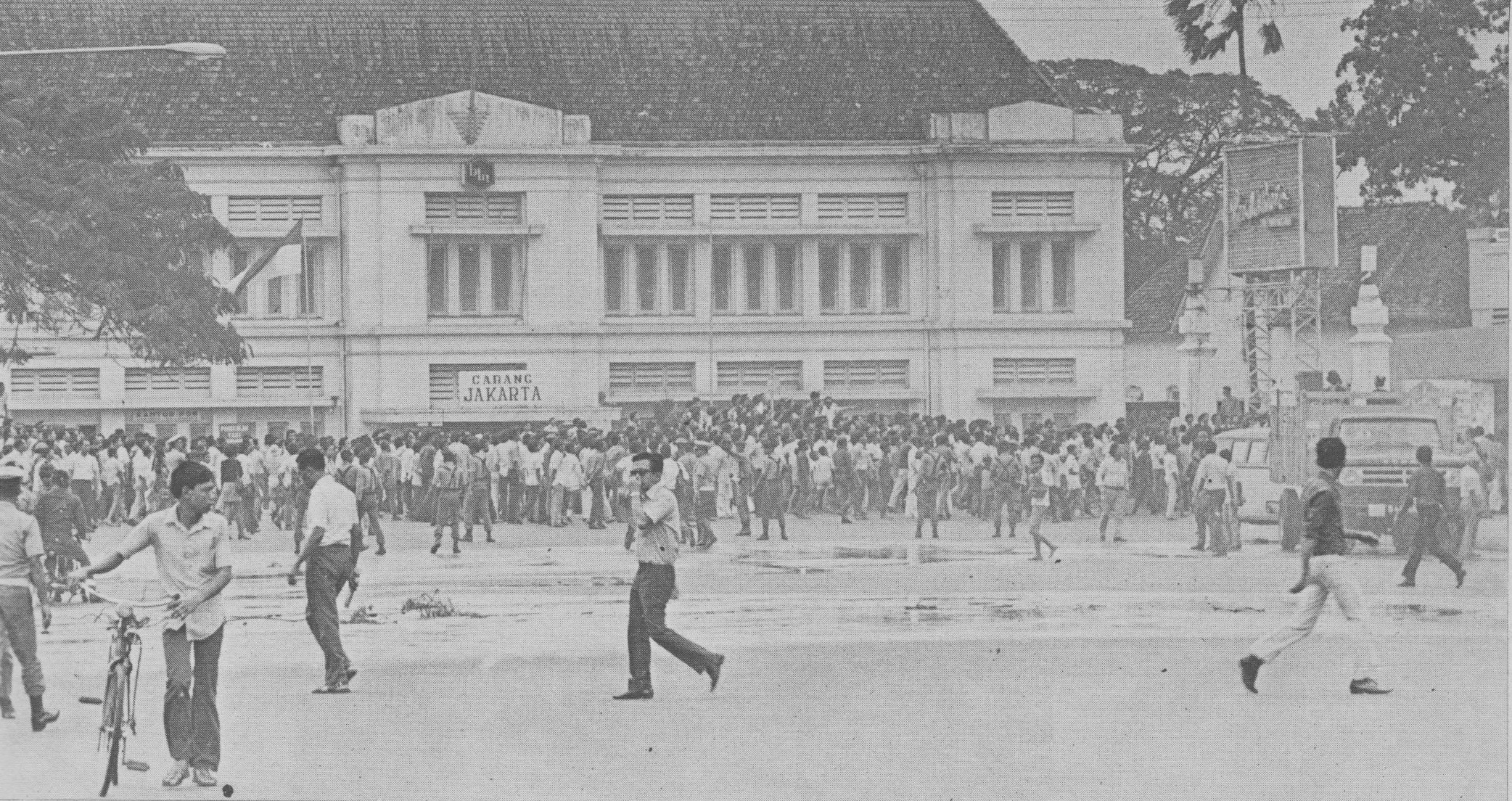
暴動を起こすインドネシアの群衆

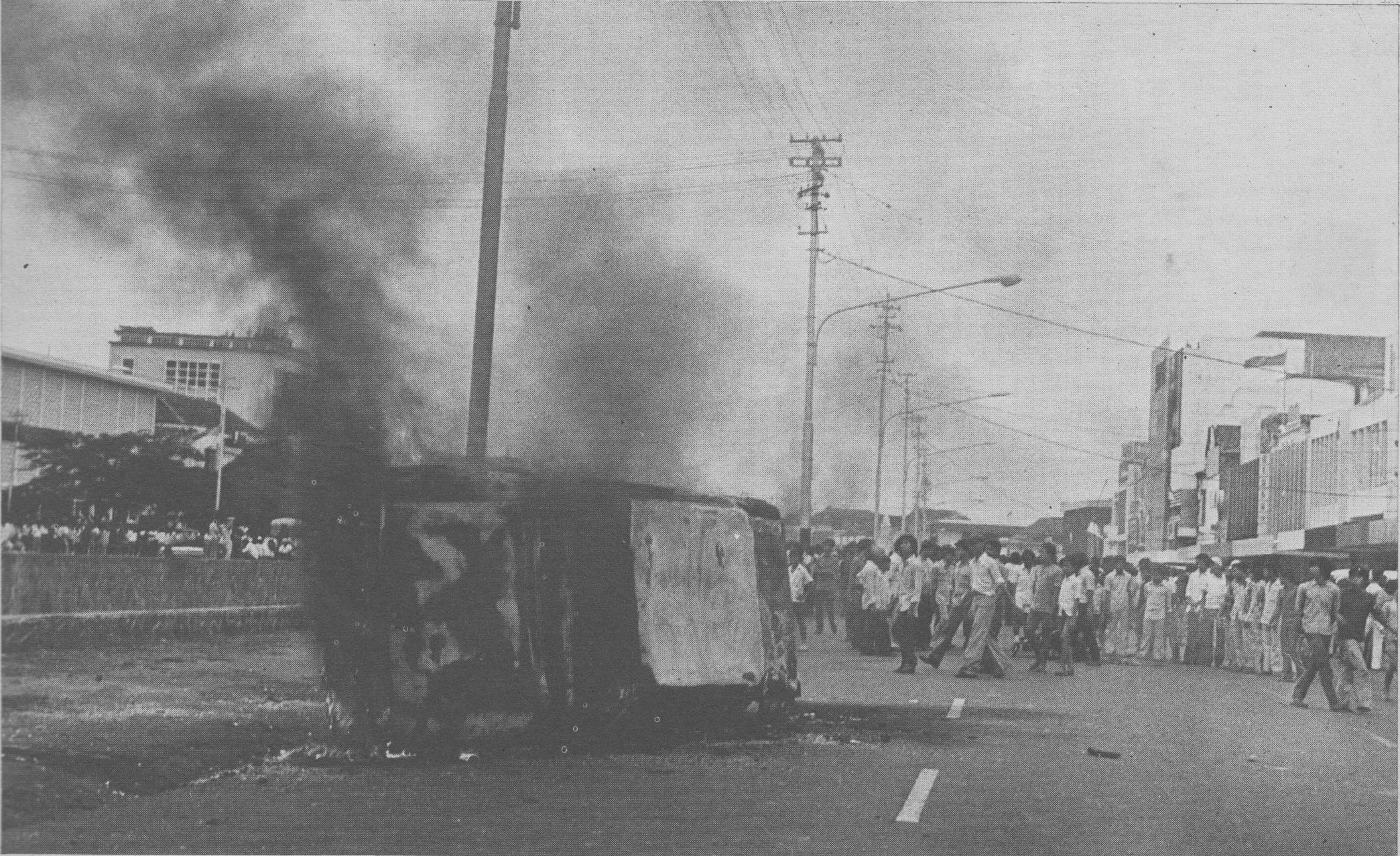
暴徒によって破壊された車両

マラリ事件（マラリじけん）は、1974年1月、日本の田中角栄首相がインドネシアを訪問した際に、首都ジャカルタで発生した暴動である。この「マラリ」とは、インドネシア語の「Malapetaka Limabelas Januari（1月15日の災難）」の略称である。
暴徒たちは、日系企業がインドネシアのスハルト大統領側近の将校たちや華人系財閥と癒着してビジネスを拡大していると主張して暴動を起こしたとされる。華人系・日系の代理店や事務所・日本車などが焼き討ちにあった反日暴動であった。一方で、スハルト政権の「新秩序体制」に対する不満が爆発した反政府暴動的側面、さらには事件を利用したスハルト政権内部の権力闘争の側面をも持ち合わせていた。

## 経過
当時のインドネシアは、1973年秋ごろからスハルト政権下で下火だった学生運動が息を吹き返しつつあった時期であり、インドネシアでは、自国政府と、その政府を支援する外国への批判が強くなっていた。このため、田中がインドネシアを訪問する際、日本側もある程度のデモが行われることを予測していた。しかし、マラリ事件の激しさは、日本側の予想を超えていた。
1974年1月14日、田中角栄首相は東南アジア歴訪の最後の訪問国としてインドネシアを訪れるべく、ジャカルタのハリム空港に到着した。しかし、デモ隊によって空港から迎賓館への主要道路はすべて封鎖されており、迂回して迎賓館へ向かった。迎賓館での会議そのものは平穏無事に終わったが、迎賓館の外では暴動が過熱し、3日間にわたる内乱の中で、11名が殺され、17名が重篤な傷をおい、120名が負傷、おおよそ770名が拘束された。また、1,000台以上の車両が破壊され、144棟の建屋が破壊されるか焼損するかした。暴動の様子は日本国内でもテレビ中継され、インドネシア国民の激しい反日感情に日本国民は衝撃を受けた。スハルト大統領は田中との会談の最中、暴動に関して遺憾の意を表明した。デモの中心となった学生運動家たちは、日系企業がスハルト側近の将校たちや華人系財閥と癒着してビジネスを拡大しているとして暴動を起こしたとされている。結局、田中はインドネシア訪問の最中、迎賓館から出ることは一度もなく、インドネシアを発つ17日にはヘリコプターで空港まで向かう羽目になった。
インドネシア政府は事件から一週間後、「暴動は政権打倒と憲法改正を目指す謀略だった」との結論を発表した。当時の治安責任者だったスミトロは更迭されるが、後に権力の座に返り咲いた。

## その後
インドネシア側は、この事件を機会に、スハルトへ更に権力を集中するようになった。
一方、この事件は、日本人のインドネシアに対する見方や文化交流、外交の考え方を変えた。それまで日本では、インドネシアを商売の対象として見る考えが強く、インドネシアの文化を学ぶ事には消極的だった。スハルトも日本人を「インドネシア文化を理解することに消極的だ」と評していた。この事件以降、日本は、それまでの経済一辺倒の発展途上国に対する外交姿勢を改め、自国文化を紹介すると同時に、相手国の文化も学ぶという文化交流に力を入れ始めるようになる。日本外務省は、この事件を期に文化交流事業を推進するようになった。
この流れは、のちの福田ドクトリンとして結実し、現在のインドネシアの良好な対日感情にも繋がることとなった。
この事件は、現在のインドネシアの若者にはあまり知られておらず、邦字新聞の『じゃかるた新聞』が2014年1月に行われた学生100人を対象にしたアンケートでは、100人中66人が事件を全く知らないと回答している。

## 脚註
1. ↑  増原綾子、「スハルト体制下における与党ゴルカルの変容とインドネシアの政治変動 : 翼賛型個人支配とその政治的移行」 博士論文 博総合第771号 2007年, 東京大学総合文化研究科国際社会科
2. 1 2 3  “再現 マラリ事件 宴一変、恐怖の闇 反日暴動から40年”. じゃかるた新聞. (2014年1月13日) 2014年5月24日閲覧。
3. 1 2 3  “Refleksi 40 Tahun Malari”. 2014年5月24日閲覧。
4. 1 2  Setiono 2008, p. 1027
5. ↑  Leifer 1995, p. 103
6. ↑  “Malari, Peristiwa” [Malari, Incident] (Indonesian). Ensiklopedi Jakarta.   Jakarta City Government. 2012年3月28日時点のオリジナルよりアーカイブ。2011年7月15日閲覧。
7. ↑  一九七四年のマラリ暴動とその影響―--ラグラグ会の発展
8. ↑  “「反日」の嵐が吹いた日があった”.   アジア情報フォーラム. 2014年5月24日閲覧。